# Streit Group Spartan
A Spartan a Ford F550 kistehergépkocsi alvázán alapuló 4×4 hajtásképletű könnyű páncélozott szállító jármű, melyet a kanadai Streit Group fejlesztett ki 2012-ben. Licenc alapján az ukrajnai AvtoKrAZ is gyártja.

## Története
Katonai, rendőrségi és speciális (pl. terrorelhárítási) feladatok ellátására fejlesztették ki.  Az első jármű 2013-ban készült el Kanadában, majd a nyilvánosság előtt a 2013-as International Armoures Vehicles (IAV) kiállításon mutatták be.
A járművet 2014-től licenc alapján az ukrajnai Kremencsukban az AvtoKrAZ is gyártja. Az első Kremencsukban készített járművet 2014. június 22-én mutatták be. 2014. augusztus elején az ukrán belügyminisztérium 21 darabot rendelt az Ukrán Nemzeti Gárda részére, darabonként 5,53 millió hrivnyáért. Az első járművek részt vettek az augusztus 24-i függetlenség napi katonai díszszemlén Kijevben. Az első 10 darab járművet október 22-én adták át az Ukrán Nemzeti Gárdának, melyeket a kelet-ukrajnai terroristaellenes hadműveletben (ATO) használnak.

## Jellemzői
A hegesztett páncéltest és a páncélüvegek kiskaliberű (5,56 és 7,62 mm-es) lövedékek, valamint gránátok és gyalogsági aknák repeszei ellen is védelmet nyújt. A jármű tetején elhelyezhető toronyba 7,62 vagy 12,7 mm-es géppuska (K–12,7), 40 mm-es automata gránátvető, vagy páncéltörő rakéta (az ukrán változatba Korszar) építhető be. 4x4-es hajtásképletű futóműve jó terepjáró képességet biztosít. Személyzete két fő, a deszanttérben 12 fő helyezhető el. A jármű orr részében elhelyezett V8-as hengerelrendezésű, 6,7 liter hengerűrtartalmú motor 400 LE-s teljesítményt biztosít, ezzel maximálisan 110 km/h-s sebesség elérésére képes. Az üzemanyagtartály befogadóképessége 257 l.

## Alkalmazása
- Nigéria – A nigériai hadsereg számára szállított néhány darabot a kanadai Streit Group.
- Ukrajna – 21 darabot rendelt a belügyminisztérium az Ukrán Nemzeti Gárda számára. Az Ukrán Fegyveres Erőknek 15 dbt adtak át 2014 december 30-án. Ezeket K–12,7 típusú géppuskával szerelték fel.